# Peter Berger (remero)
Peter Berger (16 de octubre de 1949) es un deportista alemán que compitió para la RFA en remo.
Participó en dos Juegos Olímpicos de Verano en los años 1968 y 1972, obteniendo una medalla de oro en Múnich 1972 en la prueba de cuatro con timonel. Ganó una medalla de oro en el Campeonato Mundial de Remo de 1970 y dos medallas en el Campeonato Europeo de Remo, en los años 1969 y 1971.

## Palmarés internacional
| Juegos Olímpicos   | Juegos Olímpicos        | Juegos Olímpicos | Juegos Olímpicos   |
| Año                | Lugar                   | Medalla          | Prueba             |
| ------------------ | ----------------------- | ---------------- | ------------------ |
| 1972               | Múnich (RFA)            | Medalla de oro   | Cuatro con timonel |
| Campeonato Mundial |                         |                  |                    |
| Año                | Lugar                   | Medalla          | Prueba             |
| 1970               | St. Catharines (Canadá) | Medalla de oro   | Cuatro con timonel |
| Campeonato Europeo |                         |                  |                    |
| Año                | Lugar                   | Medalla          | Prueba             |
| 1969               | Klagenfurt (Austria)    | Medalla de oro   | Cuatro con timonel |
| 1971               | Copenhague (Dinamarca)  | Medalla de oro   | Cuatro con timonel |